# Karl Erik Olsson
Karl Erik Torsten Olsson (ur. 23 lutego 1938 w Helsingborgu, zm. 23 stycznia 2021 w Sösdali) – szwedzki polityk, rolnik, działacz społeczny, parlamentarzysta krajowy, minister, od 1995 do 2004 poseł do Parlamentu Europejskiego.

## Życiorys
Ukończył szkołę średnią, później kształcił się w szkołach rolniczych. Zajął się prowadzeniem gospodarstwa rolnego, a jednocześnie zaangażował w działalność polityczną w ramach Partii Centrum. W latach 1971–1974 był przewodniczącym organizacji młodzieżowej tego ugrupowania.
W latach 1976–1979 i 1985–1994 sprawował mandat posła do Riksdagu, od 1985 do 1991 przewodniczył parlamentarnej komisji rolnictwa. Był drugim (od 1985) i następnie pierwszym (od 1987 do 1992) wiceprzewodniczącym Partii Centrum. W latach 1991–1994 w rządzie Carla Bildta sprawował urząd ministra rolnictwa. W październiku 1994 krótko wykonywał też obowiązki ministra środowiska.
Po akcesie Szwecji do Unii Europejskiej został w 1995 posłem do Europarlamentu. Był ponownie wybierany w wyborach powszechnych w tym samym roku oraz w 1999. Należał do grupy liberalnej, pracował m.in. w Komisji Rolnictwa i Rozwoju Obszarów Wiejskich. W PE zasiadał do 2004.
Nominowany na członka Szwedzkiej Królewskiej Akademii Rolnictwa i Leśnictwa. W 2008 wybrany na prezesa krajowej organizacji emerytów Sveriges Pensionärsförbund.